# 29.º Prêmio Jabuti
O 29º Prêmio Jabuti foi realizado em 1987, premiando obras literárias referentes a lançamentos de 1986.

## Prêmios
Os premiados foram:
- Maria Adelaide Amaral, Luísa(quase uma hitória de amor) -  Romance
- Ilka Brunhilde Laurito, Poesia
- Benedito Nunes, Estudos literários
- Arthur Rosenblat Nestrovski, Autor revelação
- José Lino Grünewald, Tradução
- Maria Heloísa Penteado, Literatura infantil
- Antônio Barros de Castro e Francisco Pires Souza, Ciências humanas
- Augusto Ruschi, Ciências naturais
- Helena Alexandrino, Ilustrações

## Ver Também
- Prêmio Prometheus
- Os 100 livros Que mais Influenciaram a Humanidade
- Nobel de Literatura